# Асмарал-д
«Асмарал»-д — советский и российский футбольный клуб из Москвы. Выступал в 1991—1995 годах, являлся фарм-клубом московского «Асмарала».

## История
В 1991 году клуб «Пресня» в 6-й зоне второй низшей лиги первенства СССР под руководством Геннадия Сарычева (до июня) и Юрия Ванюшкина (с июля) занял 19-е место из 22 команд. В 1992 году в 3-й зоне второй лиги первенства России занял 16-е место из 21 команды. В 4-й зоне второй лиги 1993 года под названием «Асмарал»-д было занято 18-е место из 22 команд (главный тренер Владимир Михайлов). В сезоне-1994 клуб выступал в 3-й зоне третьей лиги и, снявшись после 33 из 46 игр, занял последнее 24-е место (тренер Михайлов). В свой последний сезон клуб также занял последнее, 23-е место в 3-й зоне третьей лиги, снявшись после 25-го тура.
В 1991 году сыграл в Кубке РСФСР для команд второй лиги, проиграв в гостях на первой стадии орловскому «Спартаку» (0:1), а также принял участие в двух первых розыгрышах Кубка России: в 1992 году в 1/256 финала уступил в гостях на стадионе детского городка в «Лужниках» команде ТРАСКО (1:2), в 1993 году в 1/128 финала в домашнем матче на стадионе Юных пионеров обыграл московский «Интеррос» (1:0), а в 1/64 финала в гостях уступил клубу «Виктор-Авангард» Коломна (2:4), обе игры завершились в дополнительное время.
Домашний стадион — «Красная Пресня». Известно также, что в 1991 и 1992 годах по крайней мере несколько домашних матчей команда провела на стадионе Олимпийской деревни, в том числе первые домашние матчи дебютного сезона.
В 1996 году игроки команды «Асмарал»-д составили основу команды московского футбольного клуба «Петровский замок», взявшего старт в Четвёртой лиге (первенство КФК).
Комментарий:
1. ↑  В матче с ФК «Ока» (Коломна) на поле вышел под чужой фамилией футболист, не имеющий лицензии. За данное нарушение регламента ФК «Асмарал» (Москва) был оштрафован на миллион рублей, а дублёры «Асмарала» сняты с розыгрыша[2]